# Pee Wee Crayton
Pee Wee Crayton (eigentlich Connie Curtis Crayton; * 18. Dezember 1914 in Rockdale, Texas; † 25. Juni 1985 in Los Angeles, Kalifornien) war ein US-amerikanischer Blues-Sänger und Gitarrist.
Beeinflusst von T-Bone Walker schuf Crayton Hits wie Texas Hop, Pee Wee’s Boogie und Poppa Stoppa. Seinen Spitznamen „Pee Wee“ hatte er angeblich von keinem Geringeren als Roy Brown bekommen.

## Leben
Crayton, geboren in Rockdale (Texas), wuchs in Austin auf. In der Schulband spielte er Ukulele und Trompete. 1935 zog er von Texas nach San Francisco; später lebte er in Los Angeles. Erst ab 1944 spielte er verstärkt Gitarre, nachdem er einen Auftritt von T-Bone Walker gesehen hatte. Die beiden befreundeten sich, und T-Bone brachte Crayton die wichtigsten Kniffe auf der Gitarre bei. Schnell entwickelte er seinen eigenen unverkennbaren Stil. Aggressives Gitarrenspiel mit einer sanften Stimme wurde sein Markenzeichen und später oft kopiert.

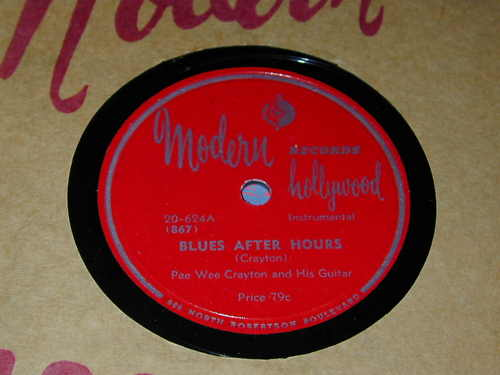
78er von Pee Wee Crayton: „Blues After Hours“ (1948)

Crayton gründete ein Trio und verdiente fortan seinen Lebensunterhalt als Musiker. Daneben spielte er in der Band von Ivory Joe Hunter, an dessen Aufnahmen er 1946 mitwirkte. 1947 entstanden Craytons erste Aufnahmen unter eigenem Namen; er unterschrieb einen Plattenvertrag bei Modern Records und hatte 1948 mit „Blues After Hours“ einen Nummer-1-Hit in den R&B Charts. Er nahm dann bei einigen Plattenfirmen auf, u. a. bei Imperial in New Orleans, Jamie in Philadelphia und Vee-Jay Records in Chicago.
Es wird berichtet, dass er der erste Blues-Gitarrist war, der eine Fender Stratocaster spielte, die ihm von Leo Fender persönlich übergeben wurde.
In den 1960er Jahren verschwand er beinahe ganz von der Bildfläche; erst 1971 veröffentlichte er bei Vanguard das Album Things I Used to Do. Danach ging es wieder etwas bergauf mit seiner Karriere. Er tourte und nahm noch einige Alben auf, bevor er 1985 einem Herzanfall erlag. Er starb in seinem Haus in Topanga nahe Los Angeles und liegt auf dem Inglewood Park Friedhof begraben.
Im Laufe seiner langen Karriere trat Crayton US-weit u. a. mit Big Joe Turner, Lowell Fulson, T-Bone Walker, Ray Charles, Big Maybelle und Dinah Washington auf.

## Diskografie
- 1959 Pee Wee Crayton – Crown
- 1971 The Things I Used to Do – Vanguard
- 1982 Blue Guitar Genius, Vol. 1 – Ace
- 1982 Everyday I Have the Blues – Pablo
- 1982 Peace of Mind – Charly Records
- 1982 Rocking Down on Central Avenue
- 1983 Make Way for Pee Wee – Murray Brothers
- 1988 After Hours Boogie – Blues Boy
- 1988 Blues After Dark   -Charly Records
- 1996 Pee Wee’s Blues (The Complete Aladdin & Imperial Recordings) – EMI Digital
- 1999 Early Hour Blues – Blind Pig Records